# 波赫維斯特涅沃

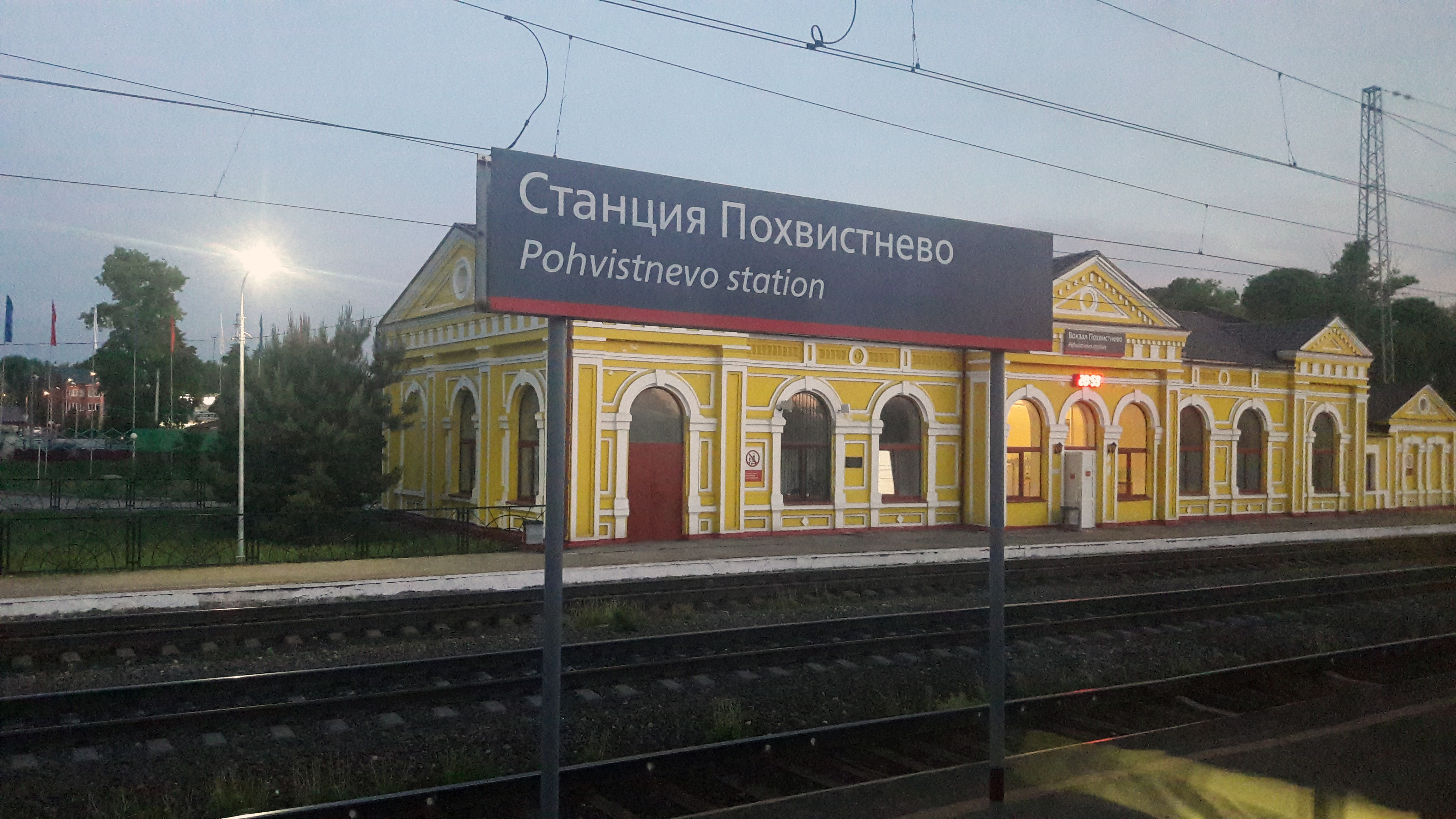
當地的火車站

53°39′N 52°08′E / 53.650°N 52.133°E
波赫維斯特涅沃（俄语：По́хвистнево）是俄羅斯薩馬拉州的一個城市，位於薩馬拉東北159公里的大基涅利河畔。2002年人口27,973人。
波赫維斯特涅沃於1888年建立，1947年正式設市。